# امیرحسین یوسفی
امیرحسین یوسفی (زاده ۲۱ سپتامبر ۱۹۷۷) یک بازیکن فوتبال اهل ایران است.
وی بزرگ شده و ساکن سلمان شهر است. مدتی به همراه عبدالعلی چنگیز در سلمان شهر مدرسه فوتبال داشت که بعد از جدایی چنگیز به تنهایی این مدرسه فوتبال را اداره می کند.